# Читипати
Читипа́ти (лат. Citipati) — род тероподных динозавров из семейства овирапторидов. Жили во времена позднемеловой эпохи на территории современной пустыни Гоби. Ископаемые остатки найдены в формации Ухаа-Толгод вместе с насиженными яйцами.
Единственный типовой вид Citipati osmolskae описан Джеймсом М. Кларком, Марком Нореллом и Ринченом Барсболдом в 2001 году. Возможно, существует и второй вид, ещё не получивший названия. Читипати часто путают с овираптором.

## Описание
Читипати был длиной до 3 метров. До открытия гигантораптора его считали крупнейшим овирапторозавром. Отличительной чертой был гребень на голове, напоминающий гребень казуара. На длинной шее сидел короткий череп.

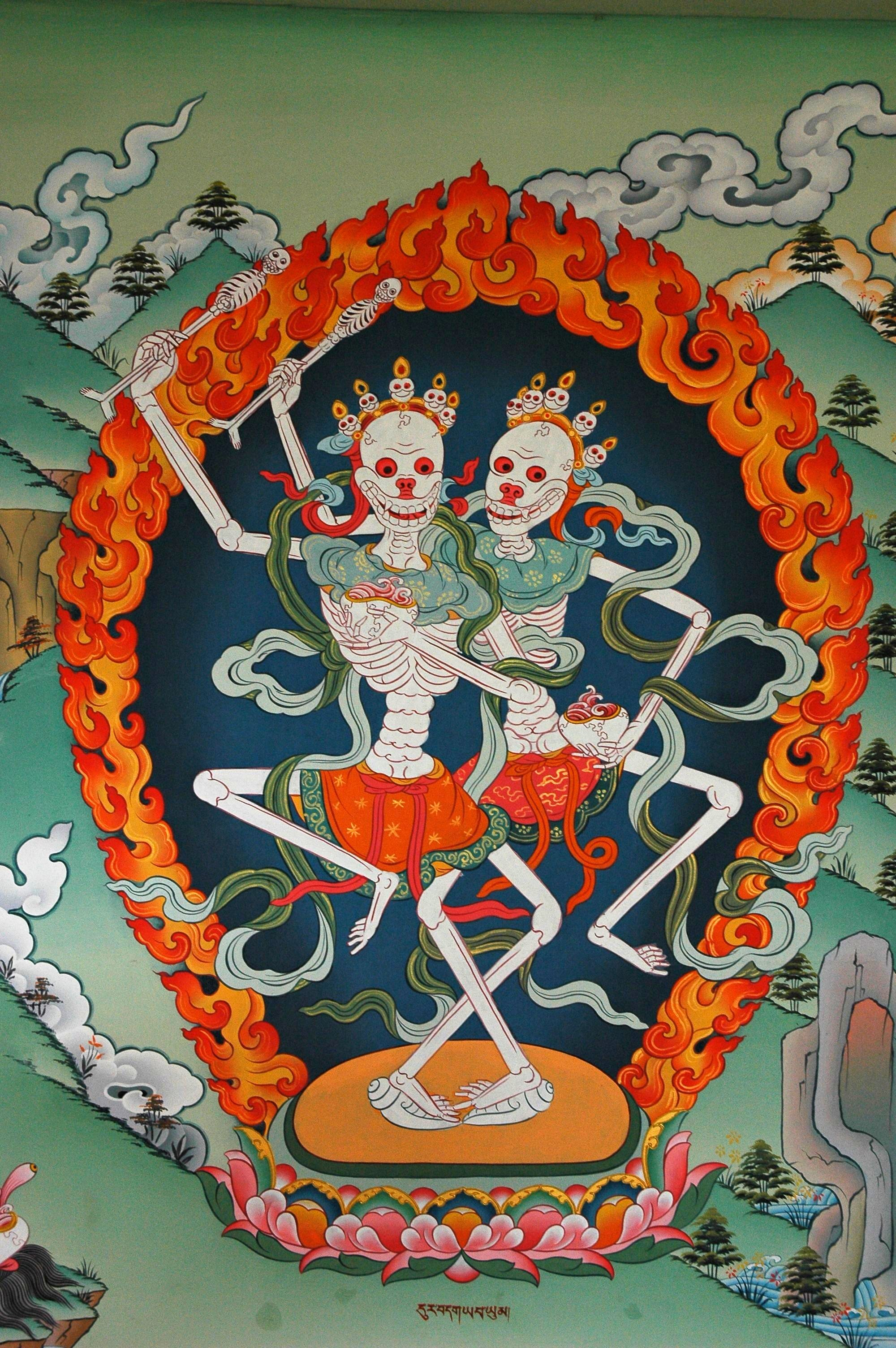
Буддийские божества Читипати

## Этимология названия
Название «Citipati» происходит от санскритских слов Citi (чити) — погребальный костёр и Pati (пати) — владелец. В тибетской мифологии Citipati были двумя аскетами, мужем и женой. Однажды они вошли в глубокую медитацию на одном из кладбищ. Когда они вернулись, они поняли, что тела их съели дикие звери, и остались только скелеты. И они поклялись защищать медитирующих йогов от грабителей и животных. Они изображаются в виде двух танцующих скелетов. Хорошо сохранившийся скелет читипати палеонтологи назвали в честь скелетов этих божеств.